# 아사히촌 (시가현 히가시아자이군)
아사히촌(朝日村)은 시가현 히가시아자이군에 설치되었던 촌이다. 현재의 나가하마시 중부(구 고호쿠정 서부)에 해당한다.